# لويس لوب
لويس لوب (بالإنجليزية: Louis Loeb)‏ هو رسام أمريكي، ولد في 7 نوفمبر 1866 في مقاطعة كاياهوغا في الولايات المتحدة، وتوفي في 12 يوليو 1909.